# 665
Năm 665 là một năm trong lịch Julius.

## Sự kiện
20-5-1998 **2-9-1998**